# CAF Champions League 2011
De CAF Champions League 2011 zal de 15e editie van dit voetbaltoernooi zijn. De titelhouder TP Mazembe uit Congo is de titelverdediger. De winnaar plaatst zich voor het Wereldkampioenschap voetbal voor clubs in Japan.

## Data
Programma voor de CAF Champions League 2011.
| Fase           | Ronde        | Loting                           | Heenduel               | Return                                    |
| -------------- | ------------ | -------------------------------- | ---------------------- | ----------------------------------------- |
| Kwalificatie   | Voorronde    | 20 december 2010 (Caïro, Egypte) | 28–30 januari          | 11–13 februari 25–27 februari† 4–6 maart† |
| Kwalificatie   | Eerste ronde | 20 december 2010 (Caïro, Egypte) | 18–20 maart            | 1–3 April                                 |
| Kwalificatie   | Tweede ronde | 20 december 2010 (Caïro, Egypte) | 22–24 april            | 6–8 mei                                   |
| Groepsfase     | Matchday 1   | 15 mei 2011 (Caïro, Egypte)      | 15–17 juli             | 15–17 juli                                |
| Groepsfase     | Matchday 2   | 15 mei 2011 (Caïro, Egypte)      | 29–31 juli             | 29–31 juli                                |
| Groepsfase     | Matchday 3   | 15 mei 2011 (Caïro, Egypte)      | 12–14 augustus         | 12–14 augustus                            |
| Groepsfase     | Matchday 4   | 15 mei 2011 (Caïro, Egypte)      | 26–28 augustus         | 26–28 augustus                            |
| Groepsfase     | Matchday 5   | 15 mei 2011 (Caïro, Egypte)      | 9–11 september         | 9–11 september                            |
| Groepsfase     | Matchday 6   | 15 mei 2011 (Caïro, Egypte)      | 16–18 september        | 16–18 september                           |
| Knockout stage | Halve finale | 15 mei 2011 (Caïro, Egypte)      | 30 September-2 oktober | 14–16 oktober                             |
| Knockout stage | Finale       | 15 mei 2011 (Caïro, Egypte)      | 4–6 november           | 11–13 november                            |

† De returns van de voorronde zijn uitgesteld naar 25–27 februari (of verder naar 4–6 maart) indien een club meer dan drie spelers hadden in de African Championship of Nations 2011.

## Kwalificatie
Het programma van de voorronde,eerste en tweede ronde werd bekendgemaakt op 20 december 2010.De kwalificatiewedstrijden worden over twee wedstrijden gespeeld waarbij de Uitdoelpuntenregel van toepassing is als beide teams na twee wedstrijden gelijkstaan volgen er direct Strafschoppen (er wordt niet 2x verlengd)

### Voorronde
| Team 1                 | Tot.          | Team 2            | 1e wedstr. | 2e wedstr.    |
| ---------------------- | ------------- | ----------------- | ---------- | ------------- |
| ASFAN                  | 0-3           | JC Abidjan        | 0-0        | 0-3           |
| Saint Michel d'Ouenzé  | 0-3           | Enyimba           | 0-1        | 0-2           |
| US Bitam               | 0-0 (5-3 pen) | Les Astres        | 0-0        | 0-0           |
| Olympic Real de Bangui | 1-3           | MC Alger          | 1-1        | 0-2           |
| Inter Luanda           | w/o           | Township Rollers  | -          | -             |
| East End Lions         | 0-4           | Djoliba           | 0-2        | 0-2           |
| Diaraf                 | 3-1           | Ports Authority   | 1-1        | 2-1           |
| ASPAC                  | 2-1           | Deportivo Mongomo | 1-0        | 1-1           |
| ASEC Mimosas           | 9-0           | CF Cansado        | 7-0        | 2-0           |
| Motor Action           | 1-1 (4-3 pen) | CNaPS Sport       | 0-1        | 1-0           |
| Raja Casablanca        | w/o           | Tourbillon        | 10-1       | niet gespeeld |
| Ulinzi Stars           | 0-5           | Zamalek           | 0-4        | 0-1           |
| APR                    | 2-6           | Club Africain     | 2-2        | 0-4           |
| Recreativo Caála       | 2-1           | Saint-George SA   | 2-0        | 0-1           |
| Elan Club              | 2-4           | Simba             | 0-0        | 2-4           |
| Mighty Barrolle        | 1-3           | Kano Pillars      | 1-2        | 0-1           |
| Wydad Casablanca       | 3-1           | Aduana Stars      | 3-0        | 0-1           |
| Fello Star             | 1-4           | ASFA Yennenga     | 1-1        | 0-3           |
| Vital'O                | 3-3 (u)       | Cotonsport        | 2-2        | 1-1           |
| Zanzibar Ocean View    | 1-4           | AS Vita Club      | 1-1        | 0-3           |
| Supersport United      | 3-2           | Matlama           | 2-0        | 1-2           |
| Young Buffaloes        | 4-2           | St Michel United  | 3-0        | 1-2           |
| ZESCO United           | 4-2           | Liga Muçulmana    | 3-0        | 1-2           |

Negen teams hadden een bye: ES Sétif (Algerije), Al-Ahly (Egypte), Ittihad (Libië), Stade Malien (Mali), TP Mazembe (Congo DR), Al-Hilal en Al-Merreikh (Soedan), Espérance ST (Tunesië) en Dynamos (Zimbabwe).

### Eerste Ronde
- heenduels 18 - 20 maart 2011
- Returns: 1 - 3 april 2011

| Team 1           | Tot.          | Team 2            | 1e wedstr. | 2e wedstr. |
| ---------------- | ------------- | ----------------- | ---------- | ---------- |
| Ittihad          | Walk-over     | JC Abidjan        | -          | 3          |
| US Bitam         | 1-2           | Enyimba           | 0-0        | 1-2        |
| Dynamos          | 4-4 (u)       | MC Alger          | 4-1        | 0-3        |
| Al-Merreikh      | 2-2 (2-3 pen) | Inter Luanda      | 2-0        | 0-2        |
| Diaraf           | 4-1           | Djoliba           | 3-0        | 1-1        |
| Espérance ST     | 5-2           | ASPAC             | 5-0        | 0-2        |
| Motor Action     | 0-0 (2-4)     | ASEC Mimosas      | 0-0 n.v.   | 4          |
| Stade Malien     | 2-2 (u)       | Raja Casablanca   | 2-1        | 0-1        |
| Club Africain    | Walk-over 5   | Zamalek           | 4-2        | gestaakt 5 |
| Al-Hilal         | 4-1           | Recreativo Caála  | 3-0        | 1-1        |
| TP Mazembe       | 6-3           | Simba             | 3-1        | 3-2        |
| Wydad Casablanca | 2-0           | Kano Pillars      | 2-0        | 0-0        |
| ES Sétif         | 6-3           | ASFA Yennenga     | 2-0        | 4-3        |
| AS Vita Club     | 0-3           | Cotonsport        | 0-1        | 0-2        |
| Al-Ahly          | 2-1           | Supersport United | 2-0        | 0-1        |
| ZESCO United     | 7-0           | Young Buffaloes   | 5-0        | 2-0        |

Opmerkingen
- Opmerking 3:Wedstrijd over een duel gespeeld door de politieke onrust in Ivoorkust en Libië.[7] De wedstrijd vond uiteindelijk niet plaats
- Opmerking 4:Wedstrijd over een duel gespeeld door de politieke onrust in Ivoorkust.[7]
- Opmerking 5: 2e wedstrijd gestaakt na 90+5 minuten nadat Zamalek fans op het veld bestormde[8]

### Tweede Ronde
- Heenduels:22 - 24 april 2011
- Returns: 6 - 8 mei 2011

| Team 1           | Tot.          | Team 2        | 1e wedstr. | 2e wedstr. |
| ---------------- | ------------- | ------------- | ---------- | ---------- |
| Enyimba          | 1-0           | Ittihad       | 1-0        | —6         |
| Inter Luanda     | 3-4           | MC Alger      | 1–1        | 2-3        |
| Espérance ST     | 6-0           | Diaraf        | 5–0        | 1-0        |
| Raja Casablanca  | 1-1 (5-4 pen) | ASEC Mimosas  | 1-1        | —6         |
| Al-Hilal         | 1-0           | Club Africain | 1-0        | gestaakt 7 |
| Wydad Casablanca | walk-over 8   | TP Mazembe    | 1–0        | 0-2        |
| Cotonsport       | 4-3           | ES Sétif      | 4-1        | 0-2        |
| ZESCO United     | 0-1           | Al-Ahly       | 0–0        | 0-1        |

Opmerkingen
- Opmerking 6: Wedstrijden over 1 duel gespeeld door de politieke onrust in Ivoorkust en Libië.[9]
- Opmerking 7: Return gestaakt na 81 minuten bij een 1-1 stand. Toen de fans van Club Africain het veld opstormde[10]
- Opmerking 8: TP Mazembe is gediskwalificeerd door een niet speelgerechte speler op stellen in de eerste ronde van het toernooi
- Verliezers naar CAF Confederation Cup 2011

### Speciale play-off
Op 14 mei 2011 maakte de CAF bekend dat TP Mazembe uit Congo is gediskwaficeerd voor het toernooi omdat zij een niet speelgerechte speler had opgsteld in de eerste ronde tegen Simba SC hierdoor bepaalde het organiserend comité dat Wyad Casablanca en Simba op neutraal terrein bepalen wie zich plaatst voor de groepsfase.
| Team 1           | Res. | Team 2 |
| ---------------- | ---- | ------ |
| Wydad Casablanca | 3-0  | Simba  |

## Groepsfase
De acht winnaars van de tweede ronde worden in twee groepen van vier teams ingedeeld

### Groep A
| Team            | AW | W | G | V | DV | DT | DS | Pts |
| --------------- | -- | - | - | - | -- | -- | -- | --- |
| Enyimba         | 6  | 4 | 2 | 0 | 11 | 5  | +6 | 14  |
| Al-Hilal        | 6  | 2 | 2 | 2 | 6  | 7  | −1 | 8   |
| Coton Sport     | 6  | 2 | 1 | 3 | 7  | 8  | −1 | 7   |
| Raja Casablanca | 6  | 0 | 3 | 3 | 1  | 5  | −4 | 3   |

### Groep B
| Team             | AW | W | G | V | DV | DT | DS | Pts |
| ---------------- | -- | - | - | - | -- | -- | -- | --- |
| Espérance ST     | 6  | 2 | 4 | 0 | 9  | 4  | +5 | 10  |
| Wydad Casablanca | 6  | 1 | 4 | 1 | 11 | 9  | +2 | 7   |
| Al-Ahly          | 6  | 1 | 4 | 1 | 7  | 6  | +1 | 7   |
| MC Alger         | 6  | 1 | 2 | 3 | 4  | 12 | −8 | 5   |

## Knock-outfase

### Halve finales
| Team 1           | Tot. | Team 2                      | 1e wedstr. | 2e wedstr. |
| ---------------- | ---- | --------------------------- | ---------- | ---------- |
| Wydad Casablanca | 1–0  | Enyimba                     | 1-0        | 0-0        |
| Al-Hilal         | 0–3  | Espérance Sportive de Tunis | 0-1        | 0-2        |

### Finale
| Team 1           | Tot. | Team 2                      | 1e wedstr. | 2e wedstr. |
| ---------------- | ---- | --------------------------- | ---------- | ---------- |
| Wydad Casablanca | 0-1  | Espérance Sportive de Tunis | 0-0        | 0-1        |